# Edith Lechtape
Edith Lechtape (Herne, 20 novembre 1921 – Strasburgo, 14 agosto 2001) è stata un'attrice e fotografa tedesca.

## Biografia
La sua formazione ha avuto come maestro Heins Moog (1908-1989), un architetto e attore tedesco molto famoso in Germania per aver svolto ruoli importanti nel festival di Strasburgo sia prima che successivamente alla fine della guerra, nonché per la tv nazionale.
Edith iniziò il suo impegno teatrale a Lilla nel 1941, al tempo occupata dai nazisti. Dopo la fine della guerra ha lavorato a Dresda e a Weimar. Impegnata anche per la radio e la televisione in varie produzioni, come ad esempio nel 1954 sotto la direzione di Eduard Hermannn e di Francis Durbridge.
Edith Lechtape è stata sposata con il regista teatrale e attore Peter Hehn, deceduto nel 1953, e tramite il figliastro Peter Hehn Junior, morto nel 1964, è entrata in contatto con Anton Weber: regista, sceneggiatore, pittore e, quando Edith lo conobbe, sperimentava da circa una ventina d'anni intorno alla fotografia.
Con Weber iniziò una intensa collaborazione creativa e sperimentale, basata sulla fotografia, attraverso fotomontaggi ed altri interventi manuali sulle immagini. Dal 1974 iniziarono con varie mostre tra Germania e Francia.
Dopo la morte di Anton Weber, avvenuta nel 1979 (era nato nel 1904), lei continuò il lavoro iniziato con lui portando avanti la sperimentazione e la ricerca. Nel 1988 si trasferì a Strasburgo dove morì. L'ultima ricerca Gossenportraits (difficile da tradurre in italiano, potrebbe significare qualcosa come Ritratti che colano nel senso di versare un liquido) furono ritratti ripresi con fotomontaggi di stampe gettate via, ritagli, fogli di plastica accartocciati.

## Filmografia
- 1971: Die Frau in Weiß (TV in tre parti)
- 1981: Macumba (lungometraggio sperimentale) di Elfi Mikesch

## Teatro (parziale)
- 1948: James Gow: Deep Roots (Alice) – diretto da Paul Lewitt (Volksbühne Dresden)

## Pubblicazioni (parziale)
- Marinella Giannini, Mauro Tozzi (a cura di): L'Immagine delle donne, Palazzo San Galgano, Siena, 1988
- Hans-Jürgen Tast (a cura di): Edith Lechtape. Gossenportraits. Fotoarbeiten 1990 - 1996, Schellerten, 1996
- Ville de Coudekerque-Branche (a cura di): Festival International de la Photographie, Coudekerque-Branche, 2001
- Cornelia Kremp e Susanne Witzgall (a cura di): Das zweite Gesicht. Metamorphosen des fotografischen Porträts/The Other Face. Metamorphoses of the Photographic Portrait, Monaco, Berlino, Londra, New York, 2002
- Hans-Jürgen Tast (a cura di): Anton Weber. Der Kunstfotograf. Hörspiel und Porträt-Aufnahmen, Schellerten, 2004
- Hans-Jürgen Tast (a cura di): Eve of Destruction. Draußen ist Krieg, drinnen auch, Schellerten, 2005
- Hans-Jürgen Tast (a cura di): Edith Lechtape. Photobildnerin. 1921 - 2001, Schellerten, 2007